# 陈金章
陈金章（1929年2月27日—），广东化州人，中国国画家、广州美术学院教授，岭南画派第三代代表性人物，以山水画见长，被称为当代岭南画派的“山水掌门人”。曾任广州美术学院中国画系副主任、岭南画派纪念馆副馆长、广东省美术家协会理事。

## 生平
陈金章为广东化州市杨梅镇笔亨村人，自幼已展现绘画天赋，中学时临摹高奇峰的《三鼠图》获得县国画比赛一等奖。在图画老师宋森的鼓励下，陈金章1947年到广州求学时，放弃了父亲建议的医学、财会专业，入读广州市立艺术专科学校中国画班，师从黎雄才、关山月。1950年，就读于华南人民文学艺术学院（今广东文艺职业学院）美术系，1953年，转入中南美术专科学校（今广州美术学院）绘画系就读，油画作品《长江的黎明》获得“中南五省作品联展”一等奖，1956年毕业后留校任国画系助教，成为黎雄才教授的助手。1986年，任广州美术学院中国画系副主任。
陈金章是继关山月、黎雄才之后登上中国美术馆中庭展出作品的第三位岭南画派画家，曾于1994年、2019年在中国美术馆举行画展。2015年，获颁发第二届“广东省文艺终身成就奖”。2023年5月，其将135幅个人画作捐予广州市文化馆收藏，广州市文化馆在新馆翰墨园设立“陈金章美术馆”陈列其作品。2023年8月，央视制作的纪录片《陈金章》在CCTV-4首播。2024年2月5日，茂名陈金章美术馆在其家乡茂名市电白美术中心正式开馆。

## 艺术特色
其继承岭南画派的传统，注重实地写生，足迹遍及大江南北，尤其坚持“不带相机、直接用毛笔去写生”，其作品注重写意、抒情，笔墨浑厚，把西洋画的造型观念与技巧应用于中国画创作，美术理论家邵大箴评价其创作“丰富了岭南画派的表现语言，是岭南派山水画的新高度”。